# 小倉新田藩
小倉新田藩（日语：／ Kokura-shindenhan */?），又稱篠崎藩（日语：／ Shinozaki-han */?）或千束藩（日语：／ Chiduka-han */?），是日本豐前國上毛郡千束的藩，寬文11年9月23日（1671年10月25日）創藩，明治4年7月14日（1871年8月29日）廢藩，原本是小倉藩的一部分，石高是10,000石，藩廳最初是位於小倉城內篠崎的篠崎屋敷，明治2年6月24日改設於上毛郡千束的千束陣屋。江戶藩邸方面，上屋敷位於麻布北日下窪町。

## 歷史
寬文11年9月23日（1671年10月25日），小倉藩藩主小笠原忠雄以新田分知的名義，將約21,000石新地中的10,000石分知予其弟小笠原真方，不過實際上是內分分知，該10,000石並非新田，而是豐前國築城郡內的22村。此外，小倉藩還另外給予合力米10,000石，根據四公六民的原則，小倉新田藩獲小倉藩給予藏米4,000石。延寶3年（1675年），以每1石等同銀40錢的比率，小倉新田藩改為獲得銀160貫。貞享2年（1685年），藩領築城郡22村替地至上毛郡黑土手永和岸井手永的26村。
寶永6年9月7日（1709年10月9日），忠雄三子小笠原貞通作為真方的養子而繼位。天保9年（1838年），藩領6村的農民逃散。嘉永7年6月5日（1854年6月29日），由於藩主小笠原貞嘉成為小倉藩藩主小笠原忠徵的養子，小倉新田藩改由貞嘉之兄小笠原貞寧接管。安政3年6月6日（1856年7月7日），小笠原信學次子小笠原貞正作為貞寧養子而繼位。元治元年（1864年）10月，第一次長州征討爆發，小倉新田藩派兵前往小倉。慶應元年9月6日（1865年10月25日），小倉藩藩主小笠原忠幹病死，由於其嫡子豐千代丸年紀常幼，因此由貞正擔任後見人。翌年6月，第二次長州征討爆發，小倉新田藩再次派兵至小倉，同年8月1日（1866年9月9日）由於失利而放火燒毀小倉城，並且一度逃至肥後國。慶應3年11月8日（1867年12月3日），藩領小祝村和八軒屋村替地至中津藩的直江村、土屋村和別府村。
明治2年6月24日（1869年8月1日），版籍奉還，小倉新田藩從小倉藩獨立，改由明治政府管治，並且將藩廳設於上毛郡千束，改稱千束藩。在這之前，小倉新田藩的藩主居於篠崎屋敷，從未定居於領地，家老也由小倉藩番頭級別者擔任。領地方面，小倉新田藩的藩士雖然擔任領地的奉行或役人，但是仍然受到小倉藩郡代的一圓支配，因此實際上領地仍然由小倉藩管治。盡管如此，小倉新田藩仍然被江戶幕府視為獨立藩，例如小笠原貞顯曾經兩度擔任大坂加番，小笠原貞溫也曾經擔任大番頭、奏者番和若年寄。明治4年7月14日（1871年8月29日），廢藩置縣。

## 歷任藩主
| 家名                 | 家格                 | 名稱                 | 石高                 | 藩領                       |                      |
| 小倉新田藩（篠崎藩） | 小倉新田藩（篠崎藩） | 小倉新田藩（篠崎藩） | 小倉新田藩（篠崎藩） | 小倉新田藩（篠崎藩）       | 小倉新田藩（篠崎藩） |
| -------------------- | -------------------- | -------------------- | -------------------- | -------------------------- | -------------------- |
| 小笠原家             | 譜代 陣屋            | 小笠原真方           | 10,000石             | 豐前國築城郡↓ 豐前國上毛郡 |                      |
| 小笠原家             | 譜代 陣屋            | 小笠原貞通           | 10,000石             | 豐前國上毛郡               |                      |
| 小笠原家             | 譜代 陣屋            | 小笠原貞顯           | 10,000石             | 豐前國上毛郡               |                      |
| 小笠原家             | 譜代 陣屋            | 小笠原貞溫           | 10,000石             | 豐前國上毛郡               |                      |
| 小笠原家             | 譜代 陣屋            | 小笠原貞哲           | 10,000石             | 豐前國上毛郡               |                      |
| 小笠原家             | 譜代 陣屋            | 小笠原貞謙           | 10,000石             | 豐前國上毛郡               |                      |
| 小笠原家             | 譜代 陣屋            | 小笠原忠嘉           | 10,000石             | 豐前國上毛郡               |                      |
| 小笠原家             | 譜代 陣屋            | 小笠原貞寧           | 10,000石             | 豐前國上毛郡               |                      |
| 小倉新田藩→千束藩    |                      |                      |                      |                            |                      |
| 小笠原家             | 譜代 陣屋            | 小笠原貞正           | 10,000石             | 豐前國上毛郡               |                      |

## 領地
| 令制國 | 郡     | 領地 |
| ------ | ------ | --- |
| 豐前國 | 上毛郡 | 久路土村、鬼木村、下大西村、塔田村、野田村、荒堀村、今市村、吉木村、清水町村、恒富村、小犬丸村、久松村、三樂村、安雲村、緒方村、成恒村、廣瀨村、岸井村、堀立村、梶屋村、市丸村、森久村、六郎村、小石原村、皆毛村、高田村 |

## 註解
1. ↑  篠崎屋敷現在位於福岡縣北九州市小倉北區大手町（日语：大手町 (北九州市)）[1]。
2. ↑  千束陣屋又稱旭城，現在位於福岡縣豐前市千束（日语：千束村）[2][3]。
3. ↑  上屋敷現在位於東京都港區六本木6丁目8−16[5]。
4. ↑  四公六民是年貢（日语：年貢）的比率，指四成歸領主（日语：領主），六成歸農民所有[6]。
5. ↑  黑土手永涵蓋久路土、鬼木（日语：黒土村）、下大西（日语：横武村）、塔田、野田、荒堀、今市、吉木（日语：千束村）、清水町、恒富、小犬丸、久松和三樂（日语：三毛門村），岸井手永則是安雲、緒方、成恒（日语：西吉富村）、廣瀨、岸井、堀立、梶屋（日语：黒土村）、市丸、森久、六郎（日语：三毛門村）、小石原、皆毛和高田（日语：黒土村），各佔13村，其中除了安雲、緒方和成恒現屬福岡縣築上郡上毛町外，其餘均屬豐前市[2]。
6. ↑  小祝村和八軒屋村現為築上郡吉富町小祝（日语：高浜村 (福岡県)）和大分縣中津市小祝。直江村和土屋村現為吉富町直江和土屋。別府村現為吉富町別府和上毛町中村（日语：新吉富村）的各一部分[2]。

## 外部連結
- . kotobank （日语）.